# Balionycteris maculata
Balionycteris maculata is de kleinste vleermuis van de familie van de vleerhonden. De wetenschappelijke naam van deze soort is voor het eerst geldig gepubliceerd door Oldfield Thomas in 1893. In het Engels wordt hij 'Spotted-winged Fruit Bat' genoemd.

## Beschrijving
Deze soort vleerhond heeft een donkerbruin lichaam, met een nogal donkere kop. Het vleugelmembraan is ook donkerbruin, maar met kleine witte vlekken, vooral op de gewrichten. Het dier heeft ook bleke vlekken vlak naast de ogen op zijn hondachtige gezicht; en langwerpige neusgaten. De soort heeft een kop-romplengte van 5,3-6,2 cm.

## Habitat, leefwijze en bedreiging
De soort vooral gevonden in primaire laaglandbossen en af en toe in bergachtige wouden tot ongeveer 1.500 m hoog.
Het dier rust in de toppen van palmen, in de holtes van Epifyten en in holen van bomen. Dit doet het dier in kleine groepen.
Balionycteris maculata werpt ongeveer tot twee keer per jaar één jong.
Hoewel dit vleerhondje nog als niet bedreigd op de internationale rode lijst staat, bestaat er wel zorg over het voortbestaan van deze soort doordat plaatselijk in hoog tempo primair regenbos wordt omgevormd tot oliepalmplantages.

## Verspreiding
De soort komt voor in Brunei, Indonesië (Kalimantan en Sumatra), Maleisië (West- en Oost-Maleisië) en Zuid-Thailand.